# Fuente de la Samaritana
La fuente de la Samaritana de Zaragoza (España) es una fuente escultórica fundida en hierro en 1866 en los talleres de Averly de Zaragoza  por Antonio Averly, fundidor nacido en Lyon.

## Descripción
Es una fuente monumental que representa la samaritana a quien Jesús pidió beber (Evangelio de San Juan 4, 4-43). La estatua representa une portadora de agua, de unos dos metros de altura y que vierte agua por dos cántaros que lleva, uno sujeto sobre el hombro derecho y otro en la cadera izquierda.
La escultura tiene unos 2,10 m de alto, 0,60 m de ancho y 0,45 m de profundidad. La fuente circular tiene 5 m de diámetro.
Inicialmente estuvo en la plaza de la Catedral de la Seo de la ciudad, pero en 1962 se desmontó para restaurarla y con motivo de la reforma de esa plaza que preveía otra fuente nueva. Se llevó al Parque Bruil de Zaragoza y años después a su actual emplazamiento en la Plaza del Justicia, junto a la Iglesia de Santa Isabel de Portugal.
El francés Antonio Averly había establecido en Zaragoza su fundición en 1863 y utilizaba en su trabajo modelos del repertorio ornamental francés en el que abunda la Belle Samaritaine. Su autor es desconocido.
Está inspirada en temas y motivos habituales del Segundo Imperio Francés. La estatua es de estilo neoclásico y paganizante, y está representada como una ninfa vestida con una leve túnica que recuerda las vestimentas grecolatinas.
El pilón de agua que la rodea fue en un principio de hierro, pero después de su traslado al nuevo emplazamiento de la Plaza del Justicia, fue sustituido por uno de cemento, que es el que conserva en su estado presente.